# یواس‌اس تامالت (ای‌ام-۱۲۷)
یواس‌اس تامالت (ای‌ام-۱۲۷) (به انگلیسی: USS Tumult (AM-127)) یک کشتی بود که طول آن ۲۲۱ فوت ۳ اینچ (۶۷٫۴۴ متر) بود. این کشتی در سال ۱۹۴۲ ساخته شد.